# Onthophagus naevius
Onthophagus naevius là một loài bọ cánh cứng trong họ Bọ hung (Scarabaeidae).